# Trestná koza

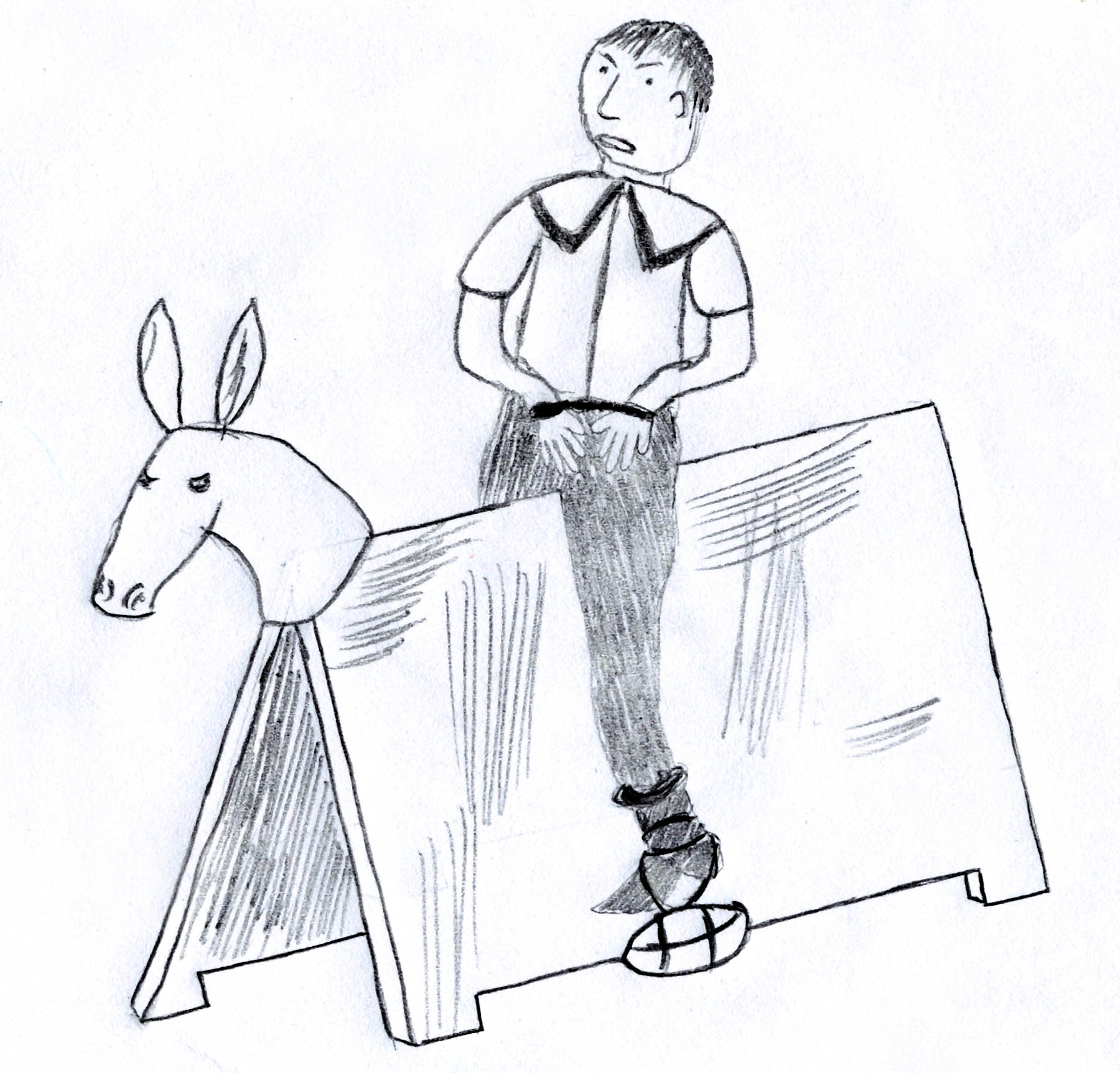
Oslí jízda v 17. století

Trestná koza (někdy též osel, oslice. španělský kozel, dřevěný kůň, dereš) patří k mučícím nástrojům, používaným ve středověké a raně novověké Evropě. Nástroj byl užíván i jako jedna z forem pranýře. Jedná se o hranatou kládu nebo ostře přitesané prkno, jehož průřez mohl být trojúhelníkový nebo kosočtvercový. Kláda byla upevněna na dřevěném podstavci, připomínajícím kozu na řezání dřeva, někdy opatřeném kolečky. Celková výška bývala nejméně 150 cm, aby člověk, sedící na kládě, nemohl dosáhnout nohama na zem.

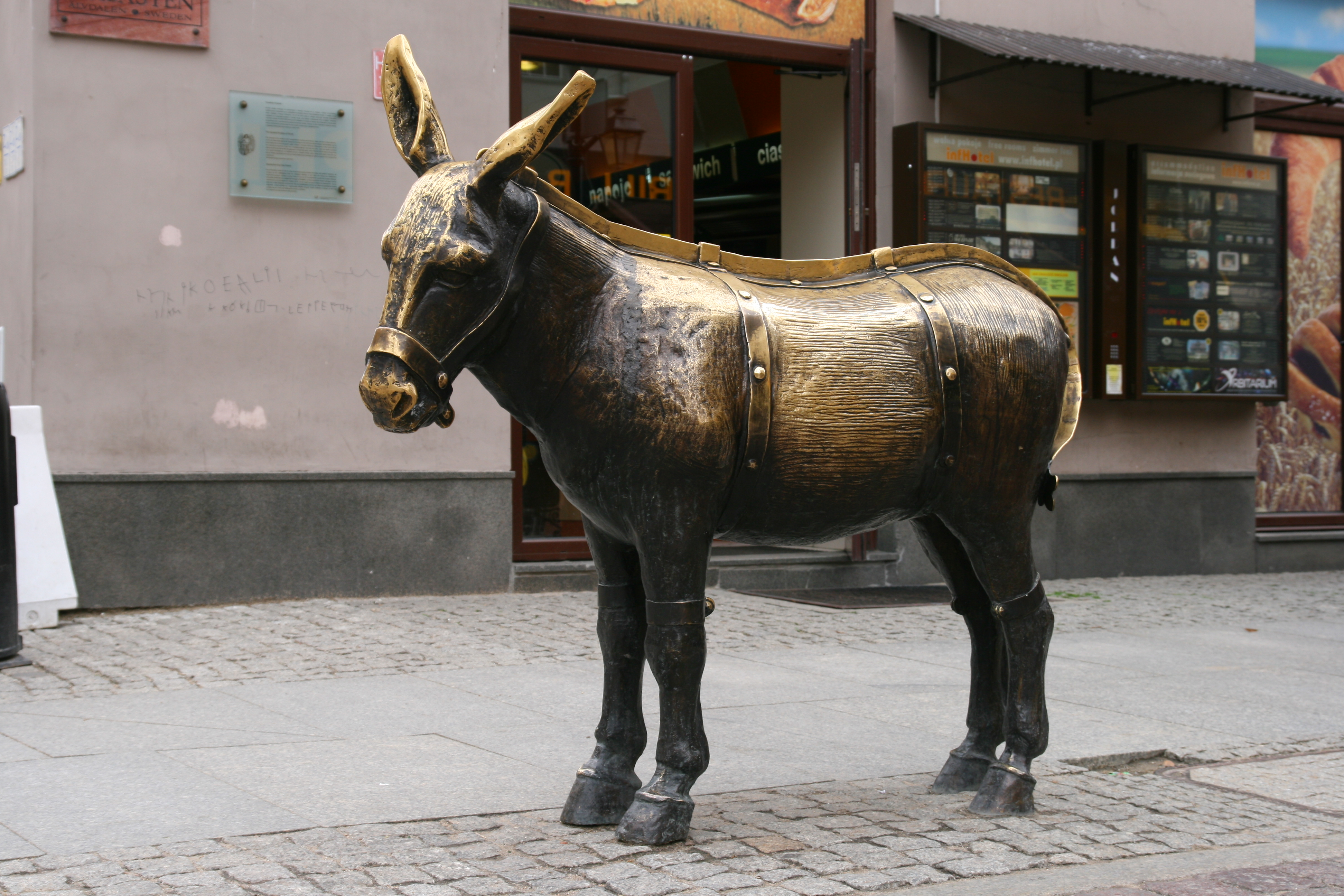
Bronzový trestný osel na náměstí před radnicí v polské Toruni

V českých zemích se tento nástroj nazýval nejčastěji osel a mučení na něm jako oslí jízda. Jeho použití je doloženo od 16. do počátku 18. století, a to nejen k vynucení doznání mučením, ale také jako druh tělesného trestu, srovnatelný s mrskáním. Jako mučící nástroj k vynucení doznání používala „osla“ především španělská inkvizice, naproti tomu ve střední Evropě převládalo jeho použití jako nástroje tělesného trestu. Trestali se tak např. zloději, nevěrné ženy nebo i pytláci. V 18. století byla „oslí jízda“ používána jako jeden z mírnějších trestů pro provinilé vojáky pruské armády.
Odsuzenec byl na „osla“ vysazen, pro zostření někdy se zatíženýma nohama. Dalším stupněm zostření bylo pojíždění s nástrojem po dlážděném povrchu (v tomto případě docházelo i k prasklinám kostí pánevního pletence). Název nástroje je odvozen od analogie s kozím nebo oslím hřbetem, který je relativně ostrý. Celé zařízení bylo někdy opatřeno dřevěnou oslí hlavou, zejména v případě použití jako tělesného trestu na veřejném prostranství. Někdy mělo zařízení dokonce tvar skutečného, realisticky provedeného osla s ostrým hřbetem, vyrobeného ze dřeva či kovu. Tento typ reprezentuje moderní replika původního bronzového osla z 18. stol. na náměstí v polské Toruni.

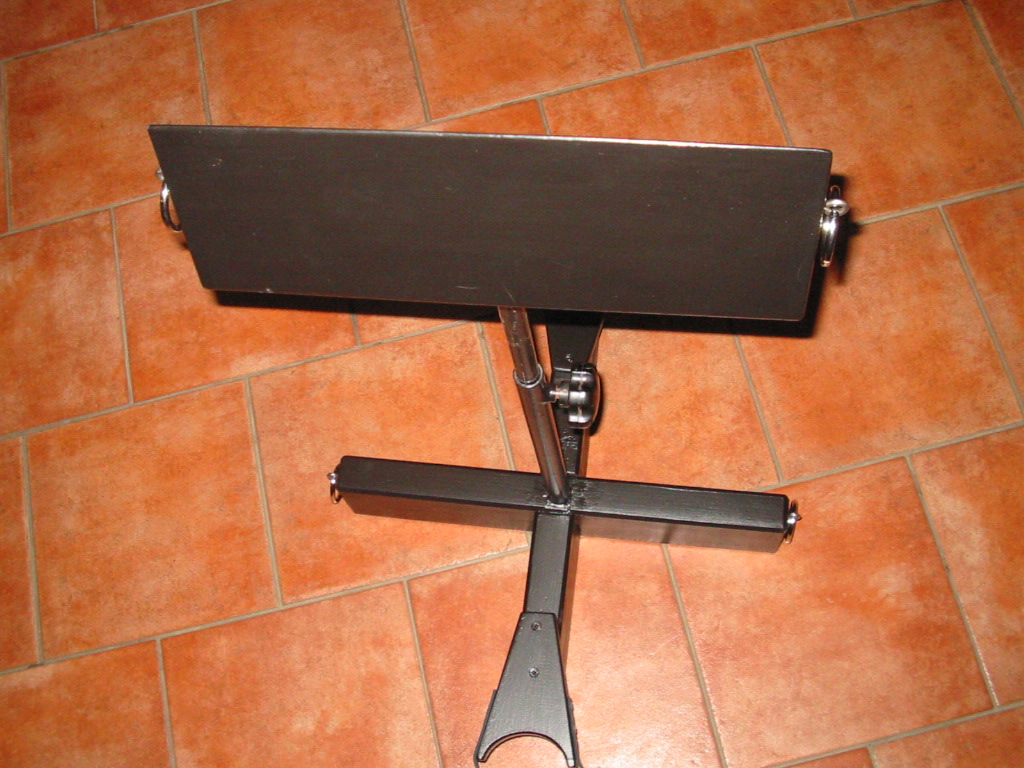
Trestná koza v provedení užívaném pro BDSM aktivity

Podobná zařízení jsou někdy užívána i v BDSM aktivitách.